# Ґурне-Ґронди
Ґурне-Ґронди (пол. Górne Grądy) — село в Польщі, у гміні Пиздри Вжесінського повіту Великопольського воєводства.
Населення — 167 осіб (2011).
У 1975-1998 роках село належало до Конінського воєводства.

## Демографія
Демографічна структура станом на 31 березня 2011 року:
|          | Загалом | Допрацездатний вік | Працездатний вік | Постпрацездатний вік |
| -------- | ------- | ------------------ | ---------------- | -------------------- |
| Чоловіки | 85      | 20                 | 58               | 7                    |
| Жінки    | 82      | 23                 | 40               | 19                   |
| Разом    | 167     | 43                 | 98               | 26                   |